# Yvan Goor

Start zum Goldenen Rad von Steglitz 1908: Thaddäus Robl, Paul Guignard, Yvan Goor, Piet Dickentman, Bruno Demke (v. l. n. r.)

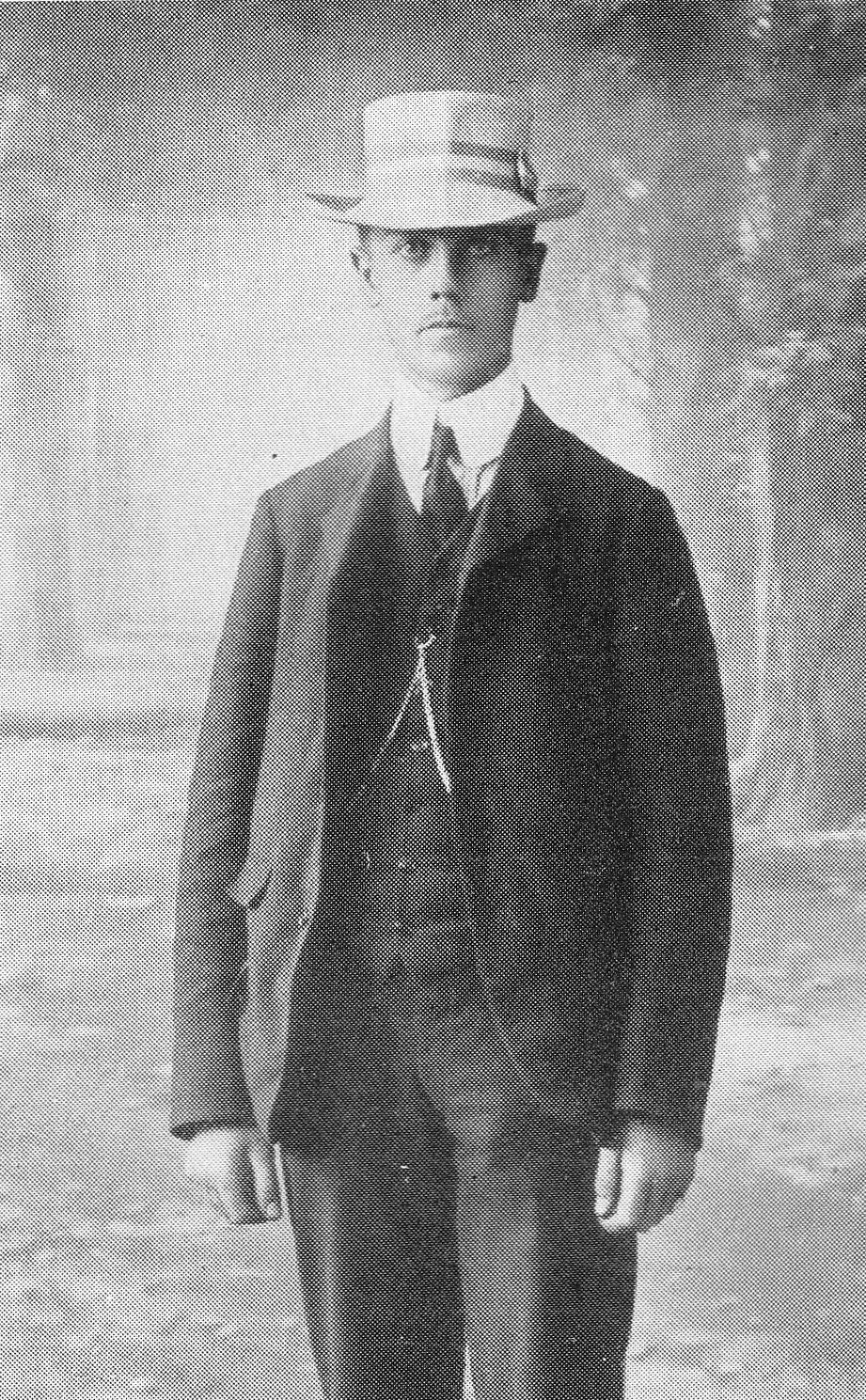
Yvan Goor 1906

Yvan Goor, auch Ivan Goor, (* 30. November 1884 in Verviers; † 20. März 1958 in Lüttich) war ein belgischer Rad- und Motorradrennfahrer.

## Karriere

### Radsport
Yvan Goor begann auf Initiative seines Vaters mit dem Radsport; dieser war auch sein Manager und Betreuer: „Wenn Papa Goor auch kein überaus strenger Vater ist, so gestattet er seinem Sohne doch nicht im entferntesten das, worauf die modernen Rennfahrer Anspruch erheben, obgleich es ihnen meist zum Verderben wird.“ Als Goor sich auf Steherrennen konzentrierte, fungierte der Vater auch als Schrittmacher. Bei einem Rennen in Magdeburg im Jahre 1906 stürzte Goor sen. schwer und fiel für den Rest der Saison aus.
Zweimal, 1910 und 1911, wurde Yvan Goor Belgischer Steher-Meister, in den Jahren 1908, 1912 und 1914 belegte er jeweils den zweiten Platz. 1921 beendete Goor seine Laufbahn als Profi-Rennfahrer, nachdem er nach Ende des Ersten Weltkriegs nicht mehr an seine früheren Erfolge anknüpfen konnte. Als Mitglied des „RC Pesant Club Liégeois“ machte er sich für eine Hilfskasse für Radrennfahrer stark.

### Motorradsport
Im Jahr 1924, im Alter von 40 Jahren, wandte sich Yvan Goor erfolgreich dem Motorradsport zu. Zweimal wurde er Europameister in der 175-cm³-Klasse: 1930 setzte er sich auf einer DKW ARe 175 im heimischen Spa-Francorchamps gegen den Briten Eric Fernihough durch und 1934 siegte der Belgier mit Benelli auf dem Circuit van Drenthe im niederländischen Assen beim EM-Lauf, der im Rahmen der X. Dutch TT ausgetragen wurde, vor seinen Landsleuten „Dickwell“ und Maurice van Geert. 1931 wurde er zudem hinter Fernihough Vize-Europameister auf einer 175er-DKW. Im Jahr 1937 gewann Yvan Goor – Spitzname „Bobby“ – im Alter von 53 Jahren zum dritten und gleichzeitig letzten Mal einen belgischen Meistertitel.
Neben seiner sportlichen Tätigkeit war er als Unternehmer tätig; er war verheiratet und Vater von drei Kindern.

## Erfolge

### Radsport
- 1910 – Belgischer Stehermeister
- 1911 – Belgischer Stehermeister

### Motorradsport
- 1930 – 175-cm³-Europameister auf DKW
- 1932 – Belgischer 175-cm³-Meister auf DKW
- 1934 – 250-cm³-Europameister auf Benelli
- 1934 – Belgischer 175-cm³-Meister auf Benelli
- 1937 – Belgischer 250-cm³-Meister auf Benelli

## Verweise